# 普拉西 (卡尔瓦多斯省)
普拉西（法語：Placy，法語發音：[plasi] ⓘ）是法国卡尔瓦多斯省的一个旧市镇，属于卡昂区。2019年，普拉西与临近的4个市镇合并为新市镇塞尼莱苏尔斯。

## 地理
普拉西（48°58'35"N, 0°25'12"W）面积5.46 平方千米，位于法国诺曼底大区卡爾瓦多斯省，该省份为法国西北部沿海省份，北濒大西洋英吉利海峡，东北与滨海塞纳省以海上边界相接，东临厄尔省，南至奧恩省，西与芒什省接壤。
与普拉西接壤的市镇（或旧市镇、城区）包括：塞尼布瓦阿尔布、克鲁瓦西耶、多奈、埃潘、埃松。

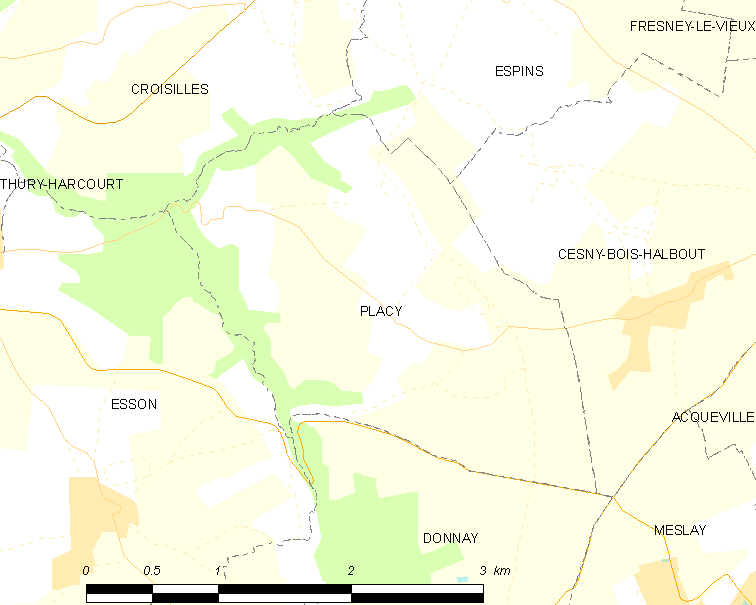
的OSM定位图

普拉西的时区为UTC+01:00、UTC+02:00（夏令时）。

## 行政
普拉西的邮政编码为14220，INSEE市镇编码为14505。

## 政治
普拉西所属的省级选区为勒奥姆县。

## 人口

1962-2008年间人口变化图示

普拉西于2018年1月1日时的人口数量为154人。